# Heliophanus validus
Heliophanus validus là một loài nhện trong họ Salticidae.
Loài này thuộc chi Heliophanus. Heliophanus validus được Wanda Wesołowska miêu tả năm 1986.